# Geld terug
Geld terug is het 119de stripverhaal van De Kiekeboes. Dit album voor de reeks van Merho werd door striptekenaar Kristof Fagard en Thomas Du Caju getekend, inkt door Peter Koeken. Het album verscheen op 10 december 2008.

## Verhaal
Firmin Van de Kasseien investeert een grote som zwart geld in een groot bouwproject van de louche projectontwikkelaar Max Verkavelaer. Naast golf heeft deze man ook een passie voor antieke Egyptische kunstobjecten. Zijn ultieme droom is het gouden dodenmasker van Toetanchamon in zijn bezit te krijgen. Via zijn al even louche secretaris laat hij het kunstwerk stelen, wat hem lukt. Maar op dat moment sterft Verkavelaer op zijn golfterrein, doordat de bliksem zijn golfclub raakt. De dieven zitten met een beeld dat onverkoopbaar is. Van de Kasseien wil zijn zwart geld terug, maar dat blijkt opeens verdwenen te zijn. Dus stuurt hij Marcel Kiekeboe eropuit om zijn centen terug te vinden.

## Achtergronden bij het verhaal
- Max Verkavelaer is een woordspeling op het boek Max Havelaar van Multatuli en op verkaveling
- De barkeeper van de discotheek in dit album heet "Tom de barman", een woordspeling op de Belgische rockzanger Tom Barman (dEUS).